# Požega-Slavonia distrikt
Požega-Slavonia (kroatisk: Požeško-slavonska županija) er et distrikt i Kroatien. Det ligger centralt i regionen Slavonien,  i det østlige Kroatien. Mod nord grænser det til distrikterne Bjelovar-Bilogora og Virovitica-Podravina, i nordøst til Osijek-Baranja, i syd til Brod-Posavina distrikt og i sydvest til Karlovac. Den største by og distriktshovedstad er Požega, andre større byer er Lipik, Pakrak og Pleternica. 

## Administrativ inddeling
Požega-Slavonia distrikt er inddelt  i 5 byer og 5 kommuner (folketal pr 2001)

### Byer
| By         | Indb.  |
| ---------- | ------ |
| Kutjevo    | 7.472  |
| Lipik      | 6.674  |
| Pakrac     | 8.855  |
| Pleternica | 12 883 |
| Požega     | 28.201 |

### Kommuner
| Kommune   | Indb. |
| --------- | ----- |
| Brestovac | 4.028 |
| Čaglin    | 3.386 |
| Jakšić    | 4.437 |
| Kaptol    | 4.007 |
| Velika    | 5.888 |